# NGC 5090 و NGC 5091
إن جي سي 5090 و إن جي سي 5091 هو زوج من المجرات يقع على مسافة تقدر ب حوالي 150 مليون سنة ضوئية في كوكبة قنطورس . المجرتين في مرحلة تصادم واندماج مجري مع وجود أدلة على تخلخل إن جي سي 5091 بسبب قوة المد والجزر المجرية.
اكتشفت المجرتين بواسطة جون هيرشل في (3 يونيو 1834)
إن جي سي 5090 مجرة بيضاوية الشكل من القدر (12) في حين إن جي سي 5091 مجرة حلزونية من القدر (13)  تم قياس سرعة نواة إن جي سي 5091 عند 3429 كم/ثانية، في حين أن إن جي سي 5090 لديها سرعة 3185 كم/ثانية. و مجرة إن جي سي 5090 مترابطة بقو، مصدر راديو مزدوج (PKS 1318-43)

## وصلات خارجية
- ESO: Six New VLT Photos from ANTU/FORS1
- Nemiroff، R.؛ Bonnell، J.، المحررون (5 ديسمبر 1997). "Seeing Through Galaxies". صورة اليوم الفلكية. ناسا.
- NGC 5090 و NGC 5091 على موقع ويكي سكاي: DSS2, SDSS, GALEX, IRAS, Hydrogen α, X-Ray, Astrophoto, Sky Map, Articles and images